# جبجات
جبجات روستایی در شهرستان طاقه استان ظفار در پادشاهی عمان است.
جمعیت آن بر پایهٔ سرشماری مرکز ملی آمار و اطلاعات دولتی در سال ۲۰۱۰، ۶۰۰۰ تن برآورد شده است.

## بن مایه
- همکاری‌کنندگان ویکی‌پدیا، «جبجات (طاقة)»، ویکی‌پدیای عربی، دانشنامهٔ آزاد (بازیابی ۱۶ تیر ۱۴۰۱)